# 아사노 도시야
아사노 도시야(浅野俊哉)는 일본의 철학자. 전문은 정치철학, 사회사상사.

## 약력
1962년 생. 1986년, 게이오기주쿠대학 문학부 인간관계학과 인간과학전공을 졸업하고, 일본방송협회(NHK)에 입사. 그 후, 동대학 법학부에 학사입학. 쓰쿠바대학 대학원철학·사상 연구과(철학전공)박사후기과 정도 단위습득 퇴학. 1998년, 간토 가쿠인 대학 법학부 조교수. 2004년, 간토 가쿠인 대학 법학부 교수.